# Lady Jane (film)
Lady Jane is een Britse film uit 1986 van Trevor Nunn, naar een scenario van Davi Edgar, met in de hoofdrol Helena Bonham Carter. De film vertelt het levensverhaal van Lady Jane Grey, die negen dagen koningin van Engeland en Ierland was.

## Verhaal
Het is 1553 als de jonge koning Eduard VI met zijn gezondheid tobt, zijn regent John Dudley ziet dat de jonge koning niet lang meer te leven heeft en vat het plan op om zijn protestantse nicht Jane Grey op de troon te krijgen om anarchie rond het katholieke en hervormde geloof te voorkomen en daarmee de katholieke troonopvolgster Maria uit te sluiten. Dudley doet het vooral om zijn jongste zoon Guilford uit te huwen aan Lady Jane om zo de macht in eigen kringen te houden.
De ouders van Jane staan helemaal achter dit complot en willen hun dochter zo snel mogelijk laten trouwen. Jane weet echter niets van de plannen en wil nog niet in het huwelijk treden. Na enig tegenstribbelen wordt ze overtuigd door Koning Edward zelf en doet ze het. Dan overlijdt Edward en voordat hij sterft, tekent hij nog een document waarop staat dat hij zijn nicht Jane volmacht geeft als Koningin. Ondertussen trouwt Jane met Guilford; beiden beschouwen dit huwelijk als noodzakelijk gemaakt door hun ouders en beloven elkaar verder met rust te laten. Maar de twee komen erachter dat ze meer gemeen hebben dan ze dachten en worden verliefd op elkaar, ze beleven een mooie periode samen, maar worden dan weggehaald uit hun domein en naar Londen gebracht. Daar wordt Jane verteld dat ze koningin van Engeland en Ierland is geworden, eerst weigert ze, maar dan aanvaardt ze toch. Jane en Guilford stellen een eisenlijst samen die de raad moet gaan uitvoeren, daarin staat onder andere dat iedere boer zijn afgepakte landerijen moet terug krijgen, dat de armoede bestreden moet worden en dat het echtpaar een eigen schilling wil hebben.
Dan dreigt er een opstand vanuit Norwich waar troonpretendent Maria zit, Jane stuurt niet haar vader die een ervaren strateeg is naar Norwich, maar John Dudley. De opstand wordt een fiasco en de volgers van Maria rukken op naar Londen. Jane en haar man worden na negen dagen van regeren opgepakt en in de Tower of London opgesloten, Jane lijkt gratie te krijgen van haar nicht Maria, maar die wil huwen met Filips II van Spanje die weer eist dat Jane zich volledig bekeert tot het katholieke geloof, Jane weigert en wordt terechtgesteld op 12 februari 1554 door middel van onthoofding.

## Rolverdeling
| Acteur               | Personage                                      |
| -------------------- | ---------------------------------------------- |
| Helena Bonham Carter | Lady Jane Grey                                 |
| Cary Elwes           | Guilford Dudley, Janes man                     |
| Jane Lapotaire       | Koningin Maria                                 |
| Patrick Stewart      | Henry Grey, 1e Hertog van Suffolk, Janes vader |
| Sara Kestelman       | Lady Frances Brandon, Janes moeder             |
| Michael Hordern      | Dokter Feckenham                               |
| John Wood            | John Dudley, Hertog van Nothumberland          |
| Jill Bennett         | Mrs. Ellen, hofdame                            |
| Adele Anderson       | Lady Warwick                                   |
| Warren Saire         | Koning Eduard VI                               |
| Joss Ackland         | Sir John Bridges                               |
| Ian Hogg             | Sir John Gates                                 |
| Lee Montague         | Renard, de Spaanse Ambassadeur                 |
| Richard Vernon       | de Markies van Winchester                      |
| David Waller         | Aartsbisschop Cranmer                          |
| Richard Johnson      | Baron van Arundel                              |

## Achtergrond
De film was de eerste hoofdrol voor de toen 18-jarige Helena Bonham Carter, die voorheen al wat kostuumdrama's in het theater speelde.
In het echt zouden Jane en Guilford een mindere band hebben gehad tijdens hun korte huwelijksperiode, en zelfs apart van elkander geleefd hebben. Jane keerde terug naar het ouderlijk huis, maar na een aantal weken kwam Guilfords moeder naar het huis van Jane en opperde dat ze daar weg zou gaan. Als Jane tot Koningin wordt uitgeroepen, weigert ze om Guilford tot koning-gemaal te laten kronen, waarna Guilford kostbare spullen omver werpt en dreigt het paleis te verlaten, Jane staat dit echter niet toe omdat het volk hiervan zou opkijken.
Ook zoals in de film wordt aangegeven, hebben Jane en Guilford geen gevangeniscel gedeeld, toch zouden ze enige affectie voor elkaar hebben gehad; omdat Guilford in zijn cel muur het woord IANE had gekerfd, wat Oudengels voor Jane was, dit kon bedoeld zijn voor zijn vrouw maar ook zijn moeder is een optie. Ook Jane zou na het horen van de executie van Guilford, hebben gezegd Oh my Guilford.